# Caduto dalle stelle
Caduto dalle stelle è un singolo del cantante italiano Mario Venuti, pubblicato il 24 marzo 2017 ed estratto dall'album Motore di vita.
Il brano è stato scritto dallo stesso Venuti con Kaballà.

## Tracce
- Download digitale

1. Caduto dalle stelle – 3:19

## Video musicale
Il videoclip è stato girato a Catania nel mese di Marzo 2017 con i seguenti crediti:
- Regia: Lorenzo Vignolo
- Soggetto: Ottavio Cappellani - Mario Venuti
- Con: Sara Cannizzaro, Alessandro Grasso, Andrea La Ferla, Daniele Alunni
- Fotografia: Michele Paradisi
- Produzione esecutiva: Alessandra Nalon per PUNTOEACAPO
- Assistente di produzione: Federico Dell'Aria
- Assistente Operatore: Jimmy Lippi Pinna
- Aiuto Operatore: Francesco Cirelli
- Montaggio: Virginia Cantaro
- Color: Marco De Giorgi
- Costumi: Vincenzo La Mendola
- Trucco: Lidia Amore
- Sound Design: Francesco Ornielli

## Classifiche
| Classifica (2017)         | Posizione massima |
| ------------------------- | ----------------- |
| Italia (airplay)          | 19                |
| Italia (airplay italiane) | 8                 |